# José Minella
José María Minella (Mar del Plata, 8 giugno 1909 – Buenos Aires, 13 agosto 1981) è stato un calciatore e allenatore di calcio argentino, di ruolo centrocampista.
È considerato uno degli allenatori più rappresentativi del River Plate, società per cui ha ottenuto sette titoli nazionali tra il 1945 e il 1959.

## Biografia
Figlio d'immigrati italiani, nacque nel quartiere La Perla di Mar del Plata da padre originario di Villanova Monferrato.

## Caratteristiche tecniche
Giocava come centrocampista; fu prevalentemente centromediano, anche se inizialmente ricoprì dei ruoli maggiormente offensivi, come nella tournée mondiale del 1930, in cui andò a segno per 11 volte giocando per il Gimnasia La Plata. La prima posizione in cui fu impiegato fu quella di centrocampista sinistro, all'Independiente; in seguito, per le sue caratteristiche di gioco, che lo portavano a gestire il gioco, fu spostato al centro, ove gli venne assegnato il numero 5 del centromediano. Era dotato di una spiccata abilità tecnica.

## Carriera

### Giocatore

#### Club
Conobbe per la prima volta il calcio nel quartiere natio, e successivamente si trasferì al Club Independiente di Mar del Plata. Trasferitosi al Gimnasia y Esgrima di La Plata, il 4 giugno 1931 vi giocò per la prima volta a livello professionistico, scendendo in campo contro il Boca Juniors di Buenos Aires. Compose un solido centrocampo con Montañez e Míguez, e fece parte del cosiddetto Expreso, la formazione del Gimnasia che andò vicino alla vittoria del campionato del 1933, divenendone anche capitano. Venne ceduto al River Plate per 37.500 pesos, cifra ragguardevole per l'epoca. Con la nuova maglia fu subito titolare, disputando i tornei del 1936, 1937 e 1941, vinti dalla società dalla banda rossa; nell'ultimo di questi, però, fu scarsamente impiegato, data la sua età avanzata. Nel 1942 lasciò l'Argentina per l'Uruguay, e giocò due edizioni del campionato locale, ottenendo due secondi posti consecutivi. Nel 1944 passò ai cileni del Green Cross, ove concluse la carriera.

#### Nazionale
Minella debuttò nella selezione nazionale argentina nel 1933, dopo i successi con la maglia del Gimnasia; quella squadra però, non fu propriamente considerata ufficiale dalla Federazione. Il 6 gennaio 1935 debuttò ufficialmente nel corso del Campeonato Sudamericano de Football 1935, affrontando il Cile a Lima. Nel 2-3-5 scelto da Manuel Seoane Minella fu schierato come centromediano e giocò tutto il torneo in tale posizione. Il 20 gennaio scese in campo contro il Perù e il 27 gennaio contro l'Uruguay, entrambe le volte come titolare: l'Argentina raggiunse il secondo posto nella competizione. Nel 1937 partecipò al secondo Sudamericano, che si tenne interamente a Buenos Aires. Ancora una volta centromediano, Minella fu uno dei cardini di quella Nazionale, dato che giocò tutte le partite del torneo. Fece il suo esordio il 30 dicembre 1936 contro il Cile, e presenziò contro Perù (16 gennaio 1937), Uruguay (23 gennaio) e Brasile (30 gennaio). Alla fine del torneo, data la parità tra Brasile e Argentina nel girone, si dovette giocare uno spareggio, cui Minella non prese parte, sostituito da Lazzatti. Nel 1940 partecipò alla Copa Juan R. Mignaburu e alla Copa Héctor Rivadavia Gómez, mentre l'anno successivo fece parte della rosa che giocò la Copa Presidente Roque Saenz Peña. Nel 1941 venne anche convocato per il Sudamericano, organizzato a Santiago, integrando il centrocampo insieme a Esperón e Sbarra nella prima gara contro il Perù il 12 febbraio. Il 16 febbraio fu titolare contro l'Ecuador, e il 23 febbraio disputò i primi 40 minuti dell'incontro con l'Uruguay. Questa fu la sua ultima partita nel torneo internazionale più importante del Sudamerica.

### Allenatore
Minella giunse sulla panchina del River Plate l'anno successivo al suo ritiro come giocatore; sostituì Renato Cesarini, artefice de La Máquina, capace di vincere diversi campionati. Nel 1945, al suo debutto, per Minella arrivò il primo titolo come tecnico, ottenuto a una giornata dalla fine grazie al 2-0 sul Chacarita Juniors. Minella schierò la squadra seguendo il 2-3-5, il cosiddetto "MW", modulo particolarmente diffuso in Sudamerica in quegli anni. La stagione 1946 vide il River centrare il terzo posto, a cinque punti dal vincitore, il San Lorenzo de Almagro. Nel 1947 la compagine guidata da Minella fu ancora campione, nuovamente a una giornata dal termine del campionato, sconfiggendo il Rosario Central. Negli anni 1950 il tecnico diede un importante contributo alle vittorie del club, che si susseguirono a breve distanza tra il 1952 e il 1957. Elementi cardine di quella squadra furono Ángel Labruna, Néstor Rossi e Amadeo Carrizo. Il primo trofeo fu ottenuto non senza difficoltà, mentre nel 1953 il River ebbe la meglio sul Racing di Avellaneda; nel 1955 il titolo arrivò anche grazie a una striscia positiva di 16 incontri. Nel 1956 e nel 1957 i campionati furono dominati del River, ma in seguito al trasferimento di Omar Sívori alla Juventus, il periodo di successi volse al termine, e Minella lasciò la panchina. Nel 1964 l'allenatore fu chiamato dalla Federazione calcistica argentina per ricoprire l'incarico di commissario tecnico della Nazionale albiceleste; debuttò il 31 maggio a Rio de Janeiro contro il Portogallo. Minella era stato chiamato per dirigere la selezione durante la Taça das Nações, torneo che includeva quattro squadre nazionali. In tale manifestazione gli argentini ottennero la vittoria, grazie ai tre successi con Portogallo, Brasile e Inghilterra, tutti arrivati senza subire reti. Il CT operò delle scelte particolari, affiancando a giocatori già affermati degli elementi meno noti a livello internazionale. Dopo questo titolo, venne confermato in panchina, e prese parte a svariati tornei, prevalentemente a carattere amichevole, tra cui la Coppa Dittborn e la Coppa Chevallier Boutell. Fu inoltre il tecnico che guidò la Nazionale alla qualificazione a Inghilterra 1966; venne però rimpiazzato da Osvaldo Zubeldía prima e Juan Carlos Lorenzo poi, con quest'ultimo che sedette sulla panchina argentina durante la Coppa Rimet. Nel 1968 venne richiamato quale sostituto di Cesarini, e fu CT per altre otto gare, tutte amichevoli, raccogliendo tre sconfitte, tre pareggi e due vittorie.

## Palmarès

### Giocatore

#### Club
- Campionato argentino: 3

River Plate: 1936, 1937, 1941

#### Nazionale
- Campeonato Sudamericano de Football: 2

Argentina 1937, Cile 1941

### Allenatore
- Campionato argentino: 7

River Plate: 1945, 1947, 1952, 1953, 1955, 1956, 1957